# Garibald I.
Garibald I. (* nach 500; † um 593) war vermutlich der erste namentlich bekannte Herzog der Bajuwaren in Baiern.

## Leben
Garibald war ein früher Vertreter der Agilolfinger, einer bedeutenden und führenden Dynastie, ohne dass bisher geklärt werden konnte, woher diese Dynastie stammt und wer die Eltern Garibalds waren. Zum Teil wird von einer engen Verwandtschaft mit den Merowingern ausgegangen – die Fredegar-Chronik berichtet, er sei fränkischer Herkunft –, andere nennen einen Theodo II. oder einen Agiwald von Meaux als Vater, letzterer ein Sohn des Agilolf von Meaux, aber auch eine Verbindung zu langobardischen Herrschern oder zum Suebenfürsten Agilulf wird für möglich gehalten. Ebendieser Agilulf soll Namensgeber der Agilolfinger gewesen sein. 
Angesichts dieser Unsicherheiten ist auch unklar, ob die Bajuwaren vor Garibald einen Herzog besaßen. Die Landnahme bzw. Ethnogenese der Bajuwaren fällt jedenfalls in die erste Hälfte des 6. Jahrhunderts. Die gelegentlich genannten „Herzöge“ Theodon I., Theodon II. sowie Theodon III. dürften allerdings eher in den Bereich der Sage gehören.
Um 548 erhielt Garibald den Herzogstitel für Baiern durch den fränkischen König Theudebald; um 555 heiratete er Walderada, die Tochter Wachos, des Königs der Langobarden (ca. 510–540). Sie war die Witwe König Theudebalds von Austrasien und danach die Frau des fränkischen Königs Chlothar I. gewesen, der sich wegen kirchlichen Widerspruchs jedoch von ihr trennen musste und sie nun „einem der Seinen“, eben dem Baiern-Herzog, zur Gemahlin gab. Diese Heirat bedeutete für Herzog Garibald eine beträchtliche Rangerhöhung. Zeitgenössische langobardische Quellen titulierten ihn statt dux (Herzog) auch als rex (König). Offenbar musste Herzog Garibald in Baiern für das Merowingerreich eine Schlüsselstellung wahrgenommen haben. 
Die innenpolitischen Schwierigkeiten des Frankenkönigs boten Garibald bald Gelegenheit zu einer eigenen, raffinierten Politik im Bunde mit den im Jahr 568 in Italien eingerückten Langobarden, mit denen ihn ein Interesse an der Brenner-Verona-Route verband. Er vermählte eine Tochter mit dem langobardischen Herzog Ewin (Eoin) von Trient, der etwa zur gleichen Zeit (575) von den Franken angegriffen wird. Das ist ein Hinweis darauf, dass der Langobarde sich durch ein Bündnis mit seinem nördlichen Nachbarn gegen ähnliche fränkische Angriffe abzusichern suchte. 
Als die Franken im Jahr 584 erneut die Langobarden bedrohten, schloss sich der neue Langobardenkönig Authari, nachdem ihm die Verständigung mit den Franken misslungen war, an die Baiern an. Offenbar führte Garibalds Annäherung an die Langobarden dazu, dass die Franken im Jahr 589 auch gegen ihn militärisch vorgingen, jedenfalls flohen in diesem Jahr die Kinder Theodelinde und Gundoald nach Italien zu den Langobarden: Garibalds Tochter Theodelinde heiratete, da der Frankenkönig sich gegen eine Heirat mit ihr entschieden hatte, den langobardischen König Authari; Garibalds Sohn Gundoald wird Herzog von Asti und als Vater König Ariperts I. Ahnherr und Stammvater der agilolfingischen Langobardenkönige. Damit entstand ein antifränkisches Bündnis des langobardischen Königs mit dem bairischen Herzog und dem Herzog von Asti und Trient. Im folgenden Jahr, 590, endete ein fränkischer Angriff auf Autharis Reich mit einer schweren fränkischen Niederlage.
Anschließend, im Jahr 591, erfolgte allerdings eine Verständigung der Franken mit den Langobarden, deren Folgen für das frühe Baiern schwerwiegend sind, was aus dem zur gleichen Zeit in Baiern erfolgten Herrscherwechsel ersichtlich ist, der das Land zum ersten Mal wieder in Abhängigkeit von den Franken zu zeigen scheint: Garibald starb oder wurde durch den Merowingerkönig abgesetzt. Paul Diaconus berichtet, dass jetzt Tassilo vom Frankenkönig Childebert über Bayern als rex (König) eingesetzt worden ist. Tassilo I. war entweder Garibalds Sohn oder ein naher Verwandter.

## Nachkommen
(nicht vollständig gesicherte Nachkommen mit Fragezeichen gekennzeichnet)
- Tassilo I. (?), Herzog von Baiern † 610
- Theudelinde, Königin der Langobarden 570/575 bis um 627
- Gundoald von Asti, Herzog von Asti 565–612
- Gertrude von Baiern (⚭ Karlomann von Austrien)
- Grimoald I. (?), 590–595 Herzog in Bayern
- Romilda (?), Herzogin von Friaul † wohl 610/11